# Йосип Халецький
Йосип Халецький (д/н —1559 або 1562) — державний діяч, дипломат Литовсько-Руської держави.

## Життєпис
Походив з українського шляхетського роду Халецьких власного гербу. Син Михайла Халецького, овруцького намісника, та представниці князівського роду Крошинських.
Вперше згадується у 1533 році серед поважних осіб — свідків продажу землі у Городенському повіті. У 1537 році разом з братом Остафієм повернув на підставі привілею короля польського і великого князя литовського Сигізмунда І родову маєтність Хальч. Це сталося завдяки повернення під владу Литви Гомельського повіту. У 1537 або 1538 році одружився з удовою князя Федора Друцького-Горського.
Пізніше отримав кілька сіл у Речицькому повіті, що посилило вплив роду у цьому регіоні. У 1541 році став королівським дворянином. 1544 року стає підстаростою овруцьким. 15 грудня 1551 року разом з іншими панами-радами уклав мирний договір з Молдовським князівством.
У 1551—1553 роках володів Овруцьким староством. Завершим справу відбудови Овруцького замку. 1554 року призначається господарським маршалком. 1555 року отримав канівське і черкаське староства. Здійснював заходи щодо поліпшення оборони степових кордонів Великого князівства Литовського від нападів ногайців й кримських татар. Виступив проти плану Івана IV, царя Московії, збудувати замок на Дніпрі між Черкасами та о. Хортицею, побоюючись захоплення цих земель московськими військами.
1558 року брав участь у перемовинах з посланцями Московського царства щодо ліванського питання. Найімовірніше помер у 1559 році, оскільки староства канівське і черкаське отримав Михайло Вишневецький. Втім деякі дослідники висувають гіпотезу, що Халецький був живий до 1562 року.

## Родина
1. Дружина — Доброхна, донька Матвія Микитича, князя Головчинського.
Діти:
- Андрій (р. н. невід. — до 1595), дипломат
- Регіна

2. Дружина — Ганна, донька Дмитра Корсака
Діти:
- Костянтин (д/н—після 1567)

3. Дружина — Федора, донька Миколая Сидора Копця, королівського маршалка
Діти:
- Дмитро (д/н—1598), писар великий литовський
- Іван (д/н—1610/1618), мечник великий литовський
- Василь (д/н—до 1578)
- Софія-Елеонора, дружина Мартина Тишкевича, сина Юрія Тишкевича, воєводи берестейського
- Марина